# Heisteria perianthomega
Heisteria perianthomega là một loài thực vật có hoa trong họ Olacaceae. Loài này được (Vell.) Sleumer mô tả khoa học đầu tiên năm 1984.